# Jardín botánico de Kula
El Jardín botánico de Kula (en inglés: Kula Botanical Garden) es un jardín botánico de 6 acres (24,000 m²) de extensión en la parte sureste de Maui, Hawái. 

## Localización
Se ubica a 3300 pies (1000 m) en las espectaculares laderas del Haleakala, en la parte sureste de la isla de Maui. Con una temperatura fresca lo que lo hace ideal para cultivar plantas de climas tropicales que se desarrollan en alturas y precisan de una temperatura fresca.
Kula Botanical Garden, Kekaulike Highway (Highway 377) near the Kula Highway (Highway 37) juction, Kula, Maui county, Maui, Hawaii HI 96790 United States of America-Estados Unidos de América.
Planos y vistas satelitales.20°47′32″N 156°19′37″O / 20.79222, -156.32694
Se paga una tarifa de entrada.

## Historia
Fundado en 1968 por Warren y Helen McCord como jardín de la exhibición de la arquitectura del paisaje empresarial de Warren, este jardín se ha convertido en un destino turístico que atrae a miles de visitantes cada año. 
Actualmente sigue siendo una empresa de propiedad y operación totalmente familiar.

## Colecciones
El jardín contiene unas 2000 variedades de plantas subtropicales y tropicales procedentes de todo el mundo que están etiquetadas con su nombre científico, nombre común, y el país de origen. 
Alberga colecciones de Proteas, orquídeas, Bromelias, así como una colección de plantas nativas de Hawái, con los árboles "Koa" (Acacia koa) y "Kukui" (Aleurites moluccana). 
Además tiene formaciones rocosas, un puente cubierto, cascadas, estanques con koi, aviario y nuevas atracciones, incluyendo la exhibición de tikis tallados.
Especialmente los niños podrán disfrutar de la exposición del Camaleón de Jackson (Chamaeleo jacksonii xantholophus), y los gansos nativos Nene (Branta sandvicensis).
El jardín botánico Kula también cuenta con una tienda de regalos con artículos hechos en Hawái y artículos de interés botánico.